# Bhutans flagga
Bhutans flagga är delad på diagonalen med det övre fältet i gulorange och det nedre i rödorange. Mitt på flaggan finns en vit drake. Proportionerna är 2:3.

## Symbolik
Gulorange är kungens färg och rödorange är buddhismens färg. Flaggans delning symboliserar på detta sätt den andliga och världsliga makten i landet. Draken mitt på flaggan representerar landets namn på språket dzongkha: Åskdrakens land. Drakens vita färg är en symbol för renhet. 

## Färger
| Färgschema  | Gul        | Gul             | Orange      | Orange          | Vit | Vit            |
| ----------- | ---------- | --------------- | ----------- | --------------- | --- | -------------- |
| RAL         |            | RAL 9000 Yellow |             | RAL 3000 Orange |     | RAL 1000 White |
| CMYK        | 0.15.94.0  | 0.60.100.0      | 0.0.0.0     |                 |     |                |
| Pantone     | 116        | 165             | n/a (vit)   |                 |     |                |
| Hexadecimal | #FFCC33    | #FF4E12         | #FFFFFF     |                 |     |                |
| Decimal     | 255.213.32 | 255.78.18       | 255.255.255 |                 |     |                |

## Historik
Flaggan har, med ett par variationer, varit i bruk sedan 1800-talet.

### Tidigare flaggor

Flaggan före 1956
Flaggan 1956-1969

## Övrigt
Utöver Bhutan är Maltas och Wales flagga de enda nationsflaggorna med drakar på. Tidigare har det funnits drakar på till exempel Qingdynastins ochHongkongs flagga.